# Milky
Milky ist ein italienisches Dance-Projekt um die Produzenten Giordano Trivellato und Giuliano Sacchetto, die auch unter den Namen Marvellous Melodicos, Aqua, Kina oder Juice T bekannt waren.

## Geschichte
Die Musikproduzenten Giordano Trivellato und Giuliano Sacchetto begannen ihre Zusammenarbeit Anfang der 1990er-Jahre. Unter wechselnden Projektnamen veröffentlichten sie bei Italian Style Recording (Time Records) eine Reihe von Singles. Mit Strange Love gelang ihnen 1994 unter dem Namen Kina ein Nummer-eins-Hit in Italien. Als Juice T hatten sie 1997 mit Love U for Life noch einmal einen kleineren Hit in ihrer Heimat.
2001 gründeten Trivellato und Sacchetto das eigene Label Tobacco Music, 2002 gelang ihnen unter dem Namen Milky ein internationaler Erfolg mit dem Hit Just the Way You Are. Die Nachfolgesingles waren In My Mind und Be My World, außerdem veröffentlichte das Projekt das Album Star.

## Diskografie

### Alben
- Star (als Milky, 2002)

### Singles
| Jahr | Titel Album               | Höchstplatzierung, Gesamtwochen, AuszeichnungChartplatzierungen (Jahr, Titel, Album, Platzierungen, Wochen, Auszeichnungen, Anmerkungen) | Höchstplatzierung, Gesamtwochen, AuszeichnungChartplatzierungen (Jahr, Titel, Album, Platzierungen, Wochen, Auszeichnungen, Anmerkungen) | Anmerkungen                                                     |
| Jahr | Titel Album               | IT | UK | Anmerkungen                                                     |
| ---- | ------------------------- | --- | --- | --------------------------------------------------------------- |
| 1994 | Strange Love              | IT1 (12 Wo.)IT | — | als Kina                                                        |
| 1997 | Love U for Life           | — | — | als Juice T Platz 10 (4 Wochen) in den italienischen M&D-Charts |
| 2002 | Just the Way You Are Star | — | UK8 (6 Wo.)UK | als Milky                                                       |
| 2002 | In My Mind Star           | IT49 (1 Wo.)IT | UK48 (2 Wo.)UK | als Milky                                                       |

Weitere Singles
- The Sun and the Moon (als Marvellous Melodicos, 1994)
- Sing, Oh! (als Marvellous Melodicos, 1994)
- Over the Rainbow (als Marvellous Melodicos, 1995)
- 7 Days (als Kina, 1995)
- Heaven’s Door (als Kina, 1996)
- I Keep Calling You (als Prophecy, 1995)
- In the Name of Love (als Aqua, 1995)
- Be My World (als Milky, 2003)

## Belege
1. ↑  Giordano Trivellato. In: LinkedIn. Abgerufen am 4. April 2020.
2. ↑  Milky – Just the Way You Are. In: hitparade.ch. Hung Medien, abgerufen am 4. April 2020.
3. ↑  Milky. Billboard, abgerufen am 4. April 2020.
4. ↑  Chartquellen:
  - Guido Racca: M&D Borsa Singoli 1960-2019. Selbstverlag, 2019, ISBN 978-1-09-326490-6, S. 263.
  - Guido Racca & Chartitalia: Top 100 FIMI Singoli. Lulu, 2013, S. 121.
  - Milky in den Official UK Charts (englisch): abgerufen am 4. April 2020.
5. ↑  Guido Racca: M&D Borsa Singoli 1960-2019. Selbstverlag, 2019, ISBN 978-1-09-326490-6, S. 258.